# جيمي ويلكس
جيمي ويلكس (بالإنجليزية: Jimmy Wilkes)‏ هو لاعب كرة قاعدة أمريكي، ولد في 1 أكتوبر 1925 في فيلادلفيا في الولايات المتحدة، وتوفي في 11 أغسطس 2008 في برانتفورد في كندا.

## وصلات خارجية
- جيمي ويلكس على موقعبيزبول رفرنس.كوم (الدوري الثانوي) (الإنجليزية)